# NFL sezona 1980.
NFL sezona 1980. je 61. po redu sezona nacionalne lige američkog nogometa.
Sezona je počela 7. rujna 1980. Super Bowl XV je bio završna utakmica sezone, u kojoj su se 25. siječnja 1981. u New Orleansu u Louisiani na stadionu Louisiana Superdome sastali pobjednici AFC konferencije Oakland Raidersi i pobjednici NFC konferencije Philadelphia Eaglesi. Pobijedili su Raidersi rezultatom 27:10 i tako osvojili svoj drugi naslov prvaka NFL-a u povijesti.

## Poredak po divizijama na kraju regularnog dijela sezone
| AFC Istok            |     |     |     |      |     |     |
| Momčad               | Pob | Por | Ner | %    | P+  | P-  |
| Buffalo Bills *      | 11  | 5   | 0   | 68,8 | 320 | 260 |
| New England Patriots | 10  | 6   | 0   | 62,5 | 441 | 325 |
| Miami Dolphins       | 8   | 8   | 0   | 50,0 | 266 | 305 |
| Baltimore Colts      | 7   | 9   | 0   | 43,8 | 355 | 387 |
| New York Jets        | 4   | 12  | 0   | 25,0 | 302 | 395 |
| AFC Central          |     |     |     |      |     |     |
| Momčad               | Pob | Por | Ner | %    | P+  | P-  |
| Cleveland Browns *   | 11  | 5   | 0   | 68,8 | 357 | 310 |
| Houston Oilers **    | 11  | 5   | 0   | 68,8 | 295 | 251 |
| Pittsburgh Steelers  | 9   | 7   | 0   | 56,3 | 352 | 313 |
| Cincinnati Bengals   | 6   | 10  | 0   | 37,5 | 244 | 312 |
| AFC Zapad            |     |     |     |      |     |     |
| Momčad               | Pob | Por | Ner | %    | P+  | P-  |
| San Diego Chargers * | 11  | 5   | 0   | 68,8 | 418 | 327 |
| Oakland Raiders **   | 11  | 5   | 0   | 68,8 | 364 | 306 |
| Kansas City Chiefs   | 8   | 8   | 0   | 50,0 | 319 | 336 |
| Denver Broncos       | 8   | 8   | 0   | 50,0 | 310 | 323 |
| Seattle Seahawks     | 4   | 12  | 0   | 25,0 | 291 | 408 |

| NFC Istok             |     |     |     |      |     |     |
| Momčad                | Pob | Por | Ner | %    | P+  | P-  |
| Philadelphia Eagles * | 12  | 4   | 0   | 75,0 | 384 | 222 |
| Dallas Cowboys **     | 12  | 4   | 0   | 75,0 | 454 | 311 |
| Washington Redskins   | 6   | 10  | 0   | 37,5 | 261 | 293 |
| St. Louis Cardinals   | 5   | 11  | 0   | 31,3 | 299 | 350 |
| New York Giants       | 4   | 12  | 0   | 25,0 | 249 | 425 |
| NFC Central           |     |     |     |      |     |     |
| Momčad                | Pob | Por | Ner | %    | P+  | P-  |
| Minnesota Vikings *   | 9   | 7   | 0   | 56,3 | 317 | 308 |
| Detroit Lions         | 9   | 7   | 0   | 56,3 | 334 | 272 |
| Chicago Bears         | 7   | 9   | 0   | 43,8 | 304 | 264 |
| Tampa Bay Buccaneers  | 5   | 10  | 1   | 34,4 | 271 | 341 |
| Green Bay Packers     | 5   | 10  | 1   | 34,4 | 231 | 371 |
| NFC Zapad             |     |     |     |      |     |     |
| Momčad                | Pob | Por | Ner | %    | P+  | P-  |
| Atlanta Falcons *     | 12  | 4   | 0   | 75,0 | 405 | 272 |
| Los Angeles Rams **   | 11  | 5   | 0   | 68,8 | 424 | 289 |
| San Francisco 49ers   | 6   | 10  | 0   | 37,5 | 320 | 415 |
| New Orleans Saints    | 1   | 15  | 0   | 6,3  | 291 | 487 |

Napomena: * - ušli u doigravanje kao pobjednik divizije, ** - ušli u doigravanje kao wild-card, % - postotak pobjeda, P± - postignuti/primljeni poeni

## Doigravanje

### Pozicije za doigravanje
| Poz. | AFC                | NFC                 |
| ---- | ------------------ | ------------------- |
| 1.   | San Diego Chargers | Atlanta Falcons     |
| 2.   | Cleveland Browns   | Philadelphia Eagles |
| 3.   | Buffalo Bills      | Minnesota Vikings   |
| 4.   | Oakland Raiders    | Dallas Cowboys      |
| 5.   | Houston Oilers     | Los Angeles Rams    |

### Utakmice u doigravanju
| Datum                 | Utakmica                                | Rezultat        |
| Wild Card runda       | Wild Card runda                         | Wild Card runda |
| --------------------- | --------------------------------------- | --------------- |
| 28. prosinca 1980.    | Oakland Raiders - Houston Oilers        | 27:7            |
| 28. prosinca 1980.    | Dallas Cowboys - Los Angeles Rams       | 34:14           |
| Divizijska runda      |                                         |                 |
| 3. siječnja 1981.     | San Diego Chargers - Buffalo Bills      | 20:14           |
| 3. siječnja 1981.     | Philadelphia Eagles - Minnesota Vikings | 31:16           |
| 4. siječnja 1981.     | Cleveland Browns - Oakland Raiders      | 12:14           |
| 4. siječnja 1981.     | Atlanta Falcons - Dallas Cowboys        | 27:30           |
| Konferencijska finala |                                         |                 |
| 11. siječnja 1981.    | San Diego Chargers - Oakland Raiders    | 27:34           |
| 11. siječnja 1981.    | Philadelphia Eagles - Dallas Cowboys    | 20:7            |
| Super Bowl XV         |                                         |                 |
| 25. siječnja 1981.    | Oakland Raiders - Philadelphia Eagles   | 27:10           |

## Nagrade za sezonu 1980.
| Nagrada                        | Osvajač                     | Pozicija     | Momčad              |
| ------------------------------ | --------------------------- | ------------ | ------------------- |
| Najkorisniji igrač (MVP)       | Brian Sipe                  | quarterback  | Cleveland Browns    |
| Igrač godine u napadu          | Earl Campbell               | running back | Houston Oilers      |
| Igrač godine u obrani          | Lester Hayes                | cornerback   | Oakland Raiders     |
| Trener godine                  | Chuck Knox                  | trener       | Buffalo Bills       |
| Novajlija godine u napadu      | Billy Sims                  | running back | Detroit Lions       |
| Novajlija godine u obrani      | Buddy Curry i Al Richardson | linebackeri  | oba Atlanta Falcons |
| Najkorisniji igrač Super Bowla | Jim Plunkett                | quarterback  | Oakland Raiders     |

## Statistika

### Statistika po igračima

#### U napadu
- Najviše jarda dodavanja: Dan Fouts, San Diego Chargers - 4715
- Najviše jarda probijanja: Earl Campbell, Houston Oilers - 1934
- Najviše uhvaćenih jarda dodavanja: John Jefferson, San Diego Chargers - 1340

#### U obrani
- Najviše presječenih lopti: Lester Hayes, Oakland Raiders - 13

### Statistika po momčadima

#### U napadu
- Najviše postignutih poena: Dallas Cowboys  - 454 (28,4 po utakmici)
- Najviše ukupno osvojenih jarda: San Diego Chargers - 400,6 po utakmici
- Najviše jarda osvojenih dodavanjem: San Diego Chargers - 283,2 po utakmici
- Najviše jarda osvojenih probijanjem: Los Angeles Rams - 174,9 po utakmici

#### U obrani
- Najmanje primljenih poena: Philadelphia Eagles - 222 (13,9 po utakmici)
- Najmanje ukupno izgubljenih jarda: Buffalo Bills - 256,3 po utakmici
- Najmanje jarda izgubljenih dodavanjem: Washington Redskins - 135,7 po utakmici
- Najmanje jarda izgubljenih probijanjem: Detroit Lions - 99,9 po utakmici

## Vanjske poveznice
- Pro-Football-Reference.com, statistika sezone 1980. u NFL-u
- NFL.com, sezona 1980.